# Гіждуванський район
Гіждуванський район (узб. Ғиждувон тумани, G’ijduvon tumani) — район у Бухарській області Узбекистану. Розташований у північно-східній частині області. Утворений 29 вересня 1926 року. Центр — місто Гіждуван.
| Узбекистан | Це незавершена стаття з географії Узбекистану. Ви можете допомогти проєкту, виправивши або дописавши її. |

1. ↑  GEOnet Names Server — 2018.